# Andrei Bușilă
Andrei Bușilă (n. 10 noiembrie 1980, București, România) este un jucător român de polo pe apă. La Jocurile Olimpice de vară din 2012, el a concurat pentru Echipa națională de polo masculin a României. Are 1,80 m înălțime.